# Lina Bäcklin
Lina Bäcklin, född 3 oktober 1994 i Gävle, är en svensk ishockeyspelare (back) som spelar i Brynäs IF. 
Bäcklin började spela ishockey i Brynäs och blev efter säsongen 2013/14 utsedd till Riksseriens bästa försvarare. 2012 var hon med och vann guld i Ungdoms-OS, och på seniornivå har det blivit 56 landskamper.

## Meriter
- Brons i Junior-VM 2010 och 2012
- Guld i Ungdoms-OS 2012
- VM 2013: 7:a, Ottawa, Kanada
- OS i Sotji 2014: 4:a
- VM 2015: 5:a, Malmö, Sverige

## Klubbar
- Brynäs IF